# Temporada 1960-61 de los Philadelphia Warriors
La temporada 1960-61 fue la decimoquinta de los Philadelphia Warriors en la NBA. La temporada regular acabó con 46 victorias y 33 derrotas, acabando en el segundo lugar de la División Este, clasificándose para los playoffs, en los que cayeron en las semifinales de división ante los Syracuse Nationals.

## Elecciones en elDraft
| Ronda | Puesto | Jugador      | Posición | Nacionalidad   | Universidad        |
| ----- | ------ | ------------ | -------- | -------------- | ------------------ |
| 1     | 7      | Al Bunge     | Alero    | Estados Unidos | Maryland           |
| 2     | 15     | Bill Kennedy | Base     | Estados Unidos | Temple             |
| 5     | 39     | Al Attles    | Base     | Estados Unidos | North Carolina A&T |

## Temporada regular
| División Este           | División Este | División Este | División Este | División Este | División Este | División Este | División Este | División Este |
| Equipo                  | G             | P             | %             | PD            | Casa          | Fuera         | Neutral       | Div           |
| ----------------------- | ------------- | ------------- | ------------- | ------------- | ------------- | ------------- | ------------- | ------------- |
| x-Boston Celtics        | 57            | 22            | .722          | –             | 21–7          | 24–11         | 12–4          | 28–11         |
| x-Philadelphia Warriors | 46            | 33            | .582          | 11            | 23–6          | 12–21         | 11–6          | 22–17         |
| x-Syracuse Nationals    | 38            | 41            | .481          | 19            | 19–9          | 8–21          | 11–11         | 18–21         |
| New York Knicks         | 21            | 58            | .266          | 36            | 10–22         | 7–25          | 4–11          | 10–29         |

## Playoffs

### Semifinales de División
Philadelphia Warriors vs. Syracuse Nationals
| Fecha       | Partido                                           | Ciudad     |
| ----------- | ------------------------------------------------- | ---------- |
| 14 de marzo | Philadelphia Warriors 107, Syracuse Nationals 115 | Filadelfia |
| 16 de marzo | Syracuse Nationals 115, Philadelphia Warriors 114 | Syracuse   |
| 18 de marzo | Philadelphia Warriors 103, Syracuse Nationals 106 | Filadelfia |
|             | Syracuse gana las series 3-0                      |            |

## Estadísticas
| Rk | Jugador          | Edad | P  | PT | MP   | TC   | TCI  | %TC  | 3P | 3PI | %3P | TL  | TLI  | %TL  | RO | RD | RT   | AS  | RB | TAP | BP | FP  | PTS  |
| 1  | Wilt Chamberlain | 24   | 79 |    | 47.8 | 15.8 | 31.1 | .509 |    |     |     | 6.7 | 13.3 | .504 |    |    | 27.2 | 1.9 |    |     |    | 1.6 | 38.4 |
| 2  | Paul Arizin      | 32   | 79 |    | 37.2 | 8.2  | 19.4 | .425 |    |     |     | 6.7 | 8.1  | .833 |    |    | 8.6  | 2.4 |    |     |    | 4.2 | 23.2 |
| 3  | Tom Gola         | 28   | 74 |    | 36.6 | 5.7  | 12.7 | .447 |    |     |     | 2.8 | 3.8  | .747 |    |    | 9.4  | 3.9 |    |     |    | 4.3 | 14.2 |
| 4  | Guy Rodgers      | 25   | 78 |    | 37.2 | 5.1  | 13.2 | .386 |    |     |     | 2.6 | 3.8  | .687 |    |    | 6.5  | 8.7 |    |     |    | 3.4 | 12.8 |
| 5  | Andy Johnson     | 28   | 79 |    | 25.3 | 3.8  | 10.6 | .359 |    |     |     | 2.0 | 3.5  | .571 |    |    | 4.4  | 2.6 |    |     |    | 3.2 | 9.6  |
| 6  | Al Attles        | 24   | 77 |    | 20.1 | 2.9  | 7.1  | .409 |    |     |     | 1.3 | 2.1  | .599 |    |    | 2.8  | 2.3 |    |     |    | 3.1 | 7.0  |
| 7  | Ed Conlin        | 27   | 77 |    | 16.8 | 2.8  | 7.8  | .361 |    |     |     | 1.4 | 1.8  | .748 |    |    | 3.4  | 1.6 |    |     |    | 2.0 | 7.0  |
| 8  | Joe Graboski     | 31   | 68 |    | 14.9 | 2.5  | 7.5  | .333 |    |     |     | 1.9 | 2.7  | .694 |    |    | 3.9  | 1.1 |    |     |    | 2.2 | 6.8  |
| 9  | Vern Hatton      | 25   | 54 |    | 11.3 | 1.8  | 5.6  | .319 |    |     |     | 0.9 | 1.0  | .821 |    |    | 1.7  | 1.1 |    |     |    | 1.1 | 4.4  |
| 10 | Joe Ruklick      | 22   | 29 |    | 7.7  | 1.5  | 4.1  | .358 |    |     |     | 0.3 | 0.4  | .615 |    |    | 2.1  | 0.3 |    |     |    | 1.3 | 3.2  |
| 11 | Pickles Kennedy  | 22   | 7  |    | 7.4  | 0.6  | 3.0  | .190 |    |     |     | 0.6 | 0.9  | .667 |    |    | 1.1  | 1.3 |    |     |    | 0.9 | 1.7  |

## Galardones y récords
| Jugador          | Galardón                                              |
| Wilt Chamberlain | Líder de anotación de la NBA Mejor quinteto de la NBA |